# خط ديواني

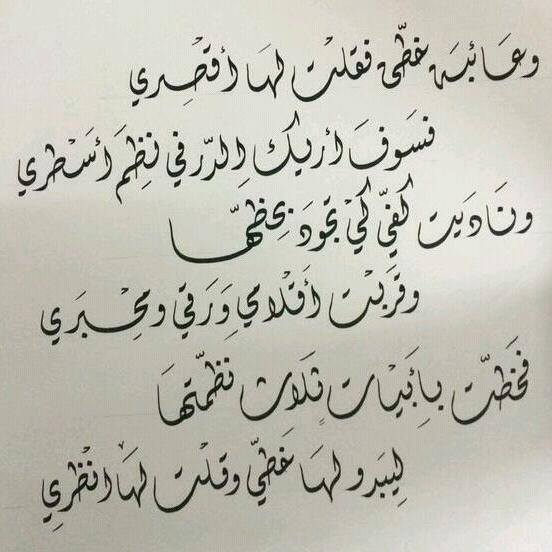
الخط الديواني.

الخط الدِّيواني وهو أحد الخطوط العربية وقد سمي بالديواني نسبة إلى ديوان السلطان العثماني حيث كان هذا الخط يستعمل في كتابة المراسلات السلطانية، وهو مستنسخ من خط الرقعة، وقد أطلق عليه رقعة الباب العالي، ثم انفرد ليتخصص في كتابات الإنعامات والبراءات السلطانية، وأوامر الديوان فسمي الخط الديواني، ثم ادخلت عليه الرشاقة والمرونة ليتناسب مع حالته الجديدة في مركزه المرموق.

## أسماء وألقاب أخرى
- السلطاني: نسبة إلى ديوان السلطان.
- الغزلاني: نسبة إلى من وضع قواعده في البلاد العربية الخطاط مصطفى غزلان، فقام بتجميله ووضع قواعده.
- رقعة الباب العالي: قد يطلق عليه أيضًاً بخط رقعة الباب العالي، لأنه مستنسخ من خط الرقعة.

## التاريخ
عرف الخط الديواني بصفة رسمية لدى الأتراك بعد فتح السلطان محمد الفاتح العثماني القسطنطينية في عام 857هـ، وأول من وضع قواعده منهم إبراهيم منيف الذي عاش في حقبة السلطان محمد الفاتح، ثم انتهت الإجادة فيه إلى شهلا باشا، والحافظ عثمان، ومحمد عزت. ووضع قواعده في البلاد العربية الخطاط مصطفى غزلان، فقام بتجميله ووضع قواعده، والنسبة الفاضلة في الخط الديواني للخطاط مصطفى غزلان، وسمي لذلك الخط الغزلاني.
ومن كانت لهم يد في وضع كراريس لهذا الخط هم : عبد العزيز الرفاعي، مصطفى غزلان بك، محمد أحمد عبد العال، محمد عزت، هاشم محمد البغدادي، يوسف ذنون.

## خصائصه
للخط الديواني جماليته التي يستمدها من حروفه المستديرة والمتداخلة، إلا أن ذلك قد يكون على حساب سهولة القراءة، حتى أنه ليصعب أحيانا التمييز بين الألف واللام إن كانا في بداية الكلمة. كما قد يلجأ الخطاط إلى ربط الحروف المنفصلة مثل الراء والواو والألف والدال بالحروف التي تأتي بعدها.
هذا وقد تفرع الخط الديواني إلى نوعين من الخط:
- الديواني العادي، وهو خال من الزخرفة.
- الديواني الجلي، وتكثر فيه العلامات الزخرفية لملء الفراغات بين الحروف، وهو يستعمل في الزخارف.

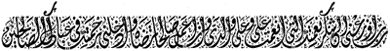
الخط الديواني الجلي.

## خطاطون يجيدون الخط الديواني
ممن كان يجيد الخط الديواني هم الخطاطين:
- هاشم محمد البغدادي.
- يوسف ذنون.
- عبد الكريم الرمضان.
- محمد عبد القادر عبد الله.
- زايد عبد القادر.
- محمد حسني.
- محمود سالم بيومي.
- محمد إبراهيم علي.
- إبراهيم الرفاعي.
- كامل البابا.
- محمد طاهر الكردي.
- عباس البغدادي
- عدنان الشيخ عثمان
- سيد إبراهيم